# Hukbalahap
El Hukbalahap fue el brazo armado del Partido Comunista Filipino, formado en 1942 para luchar contra la ocupación japonesa durante la Segunda Guerra Mundial. También luchó, entre 1946 y 1954, en una rebelión contra el gobierno filipino tras la independencia del país. El término es una contracción del filipino Hukbong-Bayan laban sa Hapon (en español: Ejército Popular Antijaponés, lit. 'Ejército Popular contra el Japón'). Los miembros del grupo fueron conocidos comúnmente como los Huks.